# جينيفر فلين
جينيفر فلين (بالإنجليزية: Jennifer Flynn)‏ (26 يوليو 1978 في الولايات المتحدة - ) هي لاعبة كرة طائرة الولايات المتحدة.

## وصلات خارجية
- جينيفر فلين على موقع عالم الكرة الطائرة (الإنجليزية)